# Сидиме, Ламине
Ламине Сидиме (фр. Lamine Sidimé; род. 1944, Маму, Гвинея) — гвинейский государственный и политический деятель, премьер-министр Гвинеи в 1999—2004 годах.

## Биография
Ламине Сидиме родился в Маму в 1944 году. В 1980 году был назначен в Дакарский университет. После падения давнего авторитарного президента Ахмеда Секу Туре он вернулся на родину в 1984 году и работал в университете в столице страны Конакри. В 1990 году был членом комиссии по разработке проекта новой конституции, вступившей в силу в 1991 году. Президент Лансана Конте, находящийся у власти с 1984 года, назначил его председателем Верховного суда страны в 1992 году, а в марте 1999 года президент Лансана Конте назначил его премьер-министром, заменив Сидью Туре. После пяти лет пребывания в должности он ушёл в отставку 23 февраля 2004 года. Затем он снова стал председателем Верховного суда. В настоящее время является председателем Верховного суда. Член Партии единства и прогресса.